# Scott Bessent
Scott Kenneth Homer Bessent (Conway, Carolina del Sur; 21 de agosto de 1962) es un inversor y administrador de fondos de alto riesgo estadounidense. Es el secretario del Tesoro de los Estados Unidos desde el 28 de enero de 2025, durante la segunda presidencia de Donald Trump.
Fue socio del Soros Fund Management y fundador del Key Square Group, una firma global de macroinversión.
Como el secretario del Tesoro de los Estados Unidos es el quinto en la línea de sucesión presidencial, es la persona abiertamente LGBT con el puesto más alto en la historia del país. También es el segundo hombre abiertamente gay en servir en el gabinete de los Estados Unidos.

## Biografía
Bessent nació en Conway, Carolina del Sur el 21 de agosto de 1962. Es el hijo mayor de Barbara McLeod y Homer Gaston Bessent Jr, un agente inmobiliario.
Bessent obtuvo una licenciatura en ciencias políticas de la Universidad de Yale en 1984. Mientras estaba en la universidad, fue editor de The Yale Daily News y presidente de Wolf's Head Society.

### Carrera
Después de graduarse, trabajó en Brown Brothers Harriman y Kynikos Associates. Se unió al Soros Fund Management en 1991 y fue socio allí durante la década de 1990, hasta convertirse finalmente en jefe de la oficina en Londres. En 1992, fue un miembro destacado del equipo cuya apuesta por el colapso de la libra esterlina del Miércoles Negro resultó en un beneficio de más de mil millones de dólares. Su apuesta contra el yen japonés en 2013 le reportó beneficios adicionales.
Después de renunciar al Soros Fund Management en 2000, fundó un hedge fund de mil millones de dólares. El fondo cerró en 2005. Regresó al Soros Fund Management y fue director de inversiones desde 2011 hasta 2015.
En 2015 fundó Key Square Group, junto a Michael Germino, quien era el jefe global de mercados de capitales del fondo de Soros.

### Carrera política
En 2000, organizó una recaudación de fondos para el candidato presidencial demócrata, Al Gore. También donó para las campañas de Barack Obama y Hillary Clinton. En 2016, donó 1 millón de dólares al comité inaugural de la presidencia de Donald Trump y en 2023 y 2024, donó una cifra superior al millón de dólares para la campaña de 2024.
En febrero de 2024, organizó una recaudación de fondos en Greenville, Carolina del Sur, que recaudó casi 7 millones de dólares para la campaña de Trump. Dos meses después, fue el anfitrión de una recaudación en Palm Beach, Florida, que recaudó 50 millones de dólares. En julio de 2024, Bloomberg Businessweek informó que Bessent era un asesor económico clave para Trump. Bessent propuso como plan económico, uno de tres puntos inspirado en la política económica de «Tres flechas» del primer ministro japonés Shinzō Abe.Elogió la propuesta de Trump de implementar aranceles amplios.
En noviembre de 2024, el presidente electo Trump anunció su intención de proponerlo para ocupar el cargo de secretario del Tesoro de los Estados Unidos en su administración.
Cuatro días antes de que Trump asumiera la presidencia, compareció ante el Comité de Finanzas del Senado, donde defendió planes para imponer tarifas, recortes de impuestos y llevar adelante medidas económicas más duras contra China y Rusia.

## Vida personal

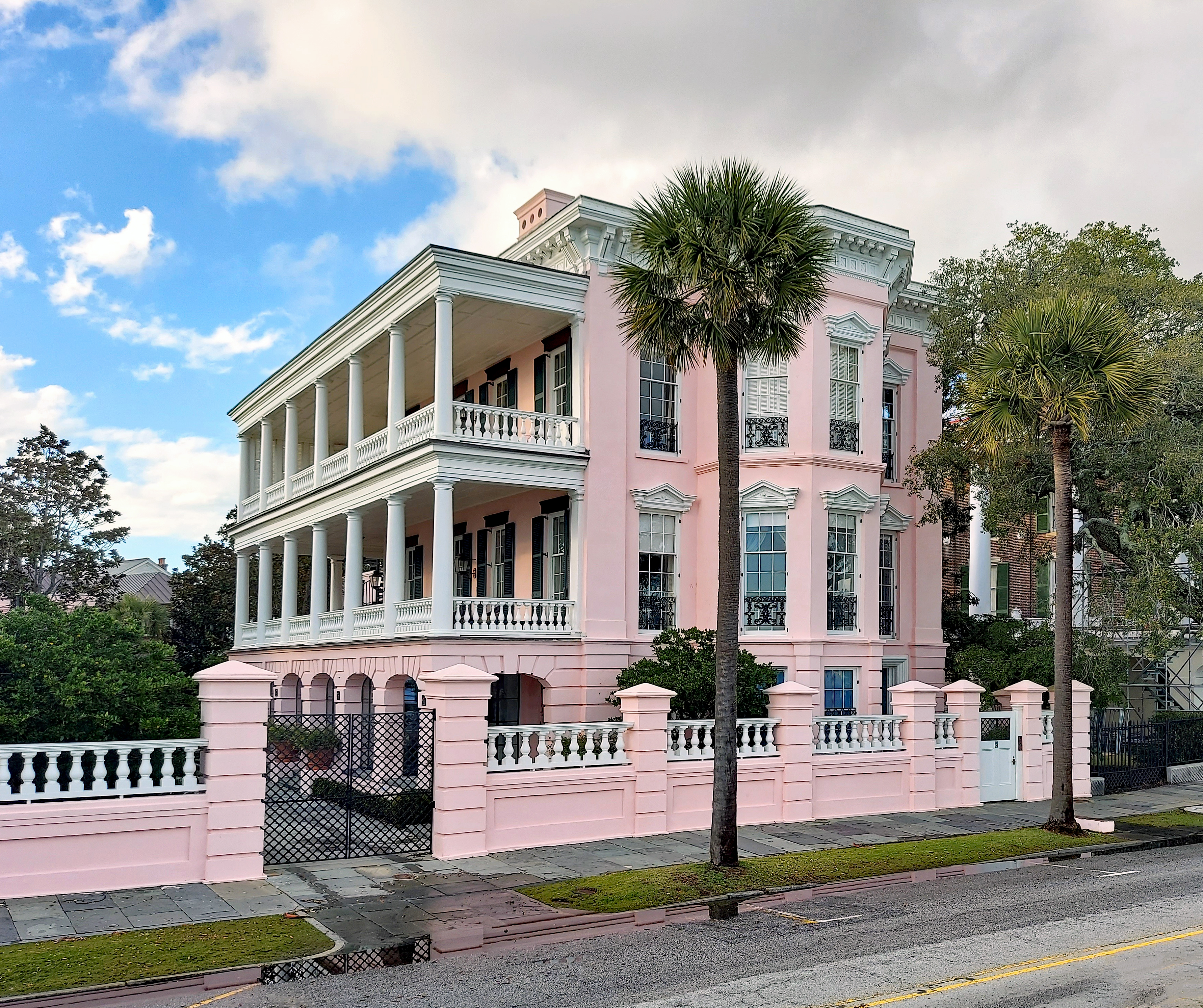
Palacio Rosa en Charleston

Bessent vive en Charleston y pertenece a la iglesia hugonota francesa, asociación religiosa cuya expansión apoyaron sus antepasados en 1680. Es abiertamente homosexual y está casado con John Freeman, un ex fiscal de Nueva York, con el cual tiene 2 hijos, nacidos por gestación subrogada.
En 2016, compró la histórica casa de John Ravenel, construida alrededor de 1848, heredada por su hijo St. Julien Ravenel y su esposa Harriott Horry Ravenel. La restauración de la casa fue premiada por la Sociedad de Preservación de Charleston Carolopolis en 2021. La mansión es conocida como el «Palacio Rosa» y está ubicada en Charleston.